# یواس‌اس تامپسون (دی‌دی-۶۲۷)
یواس‌اس تامپسون (دی‌دی-۶۲۷) (به انگلیسی: USS Thompson (DD-627)) یک کشتی بود که طول آن ۳۴۸ فوت ۳ اینچ (۱۰۶٫۱۵ متر) بود. این کشتی در سال ۱۹۴۲ ساخته شد.